# Kitscoty (Alberta)
Kitscoty est un village (village) du Comté de Vermilion River, situé dans la province canadienne d'Alberta.

## Démographie
En tant que localité désignée dans le recensement de 2011, Kitscoty a une population de 846 habitants dans 300 de ses 316 logements, soit une variation de 19.3% avec la population de 2006. Avec une superficie de 1,538 8 km2, village possède une densité de population de 549,779 0 hab/km2 en 2011.
Concernant le recensement de 2006, Kitscoty abritait 709 habitants dans 256 de ses 263 logements. Avec une superficie de 1,538 8 km2, village possédait une densité de population de 460,7 hab/km2 en 2006.
| 2001 | 2006 | 2011 | 2016 |
| ---- | ---- | ---- | ---- |
| 671  | 709  | 846  | 925  |